# Імплозія (фізика)

Обтиснення ядерного заряду імплозійним вибухом

Імплозія (англ. implosion) — доцентровий вибух; вибух, спрямований всередину; обтиснення речовини збіжною концентричною вибуховою хвилею.

## Основні сфери застосування
Обтиснення заряду ядерної бомби імплозійного типу, при якому підкритична маса плутонію стає надкритичною.